# Cantone di Le Val du Dropt
Il Cantone di Le Val du Dropt è una divisione amministrativa dell'Arrondissement di Agen e dell'Arrondissement di Villeneuve-sur-Lot.
È stato costituito a seguito della riforma approvata con decreto del 26 febbraio 2014, che ha avuto attuazione dopo le elezioni dipartimentali del 2015.

## Composizione
Comprende i 25 comuni di:
- Agnac
- Allemans-du-Dropt
- Armillac
- Bourgougnague
- Cahuzac
- Castillonnès
- Cavarc
- Douzains
- Ferrensac
- Lalandusse
- Laperche
- Lauzun
- Lavergne
- Lougratte
- Miramont-de-Guyenne
- Montauriol
- Montignac-de-Lauzun
- Peyrière
- Puysserampion
- Roumagne
- Saint-Colomb-de-Lauzun
- Saint-Pardoux-Isaac
- Saint-Quentin-du-Dropt
- Ségalas
- Sérignac-Péboudou